# 沙加尼湖
45°42′N 29°52′E / 45.700°N 29.867°E

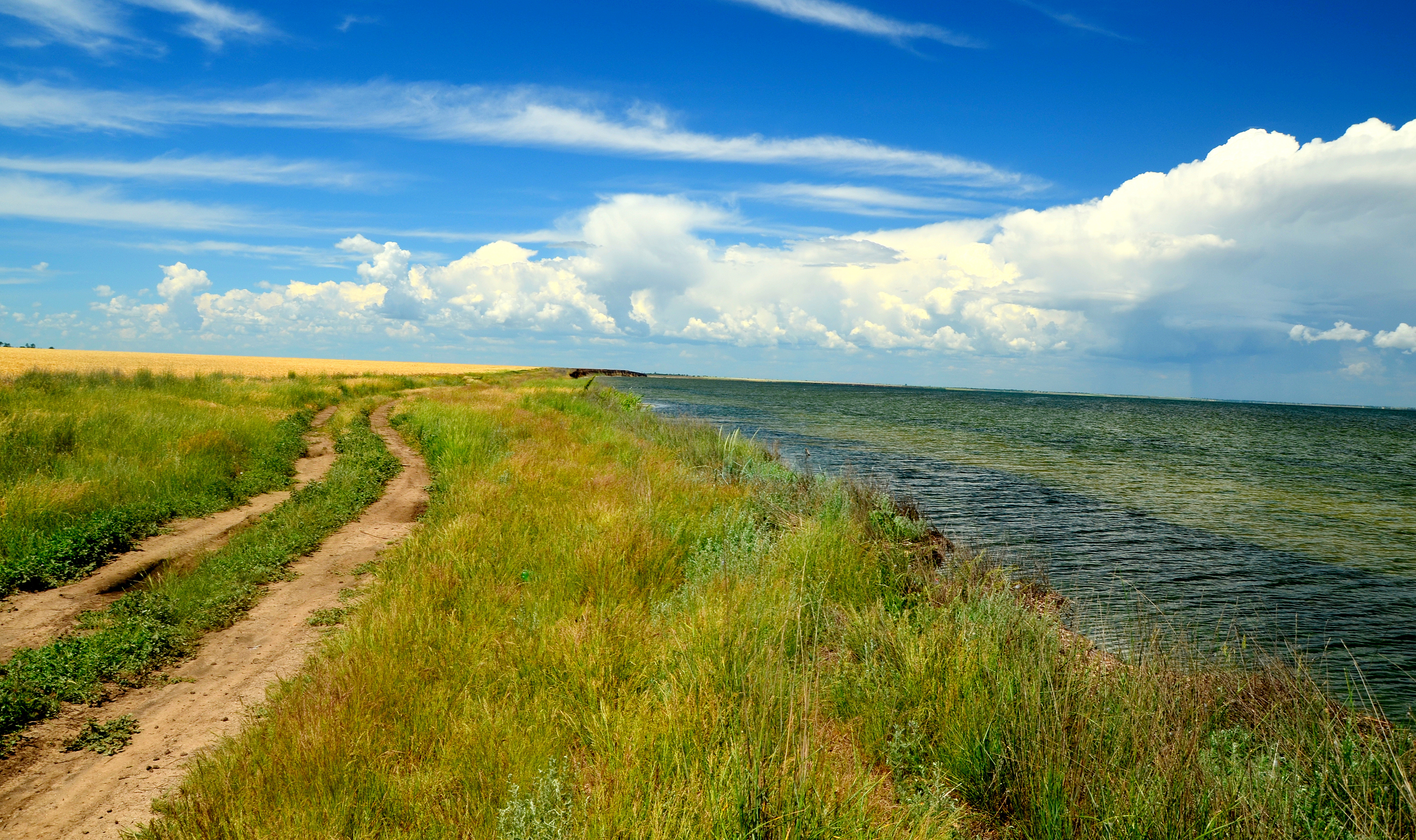

沙哈内湖（烏克蘭語：Шагани），是烏克蘭西南部的湖泊，隸屬敖德薩州的博爾赫拉德區。該湖處於黑海，長9公里、寬8公里，面積70平方公里，最大水深2.4米。